# فورسون (نهر)
فورسون (بالسويدية: Forsån، وتعني تيار الشلال) هو جدول مائي يقع في جنوب مدينة ستوكهولم في السويد. يُعرف أيضًا بأسماء أخرى مثل ستورتوربسون (Stortorpsån) وفورسن (Forsen).

## الجغرافيا
ينبع الجدول من بحيرة ماغيلونغن حيث يخرج منها بهدوء قرب شاطئ رملي صغير، ثم يمر في مجرى ضيق تم حفره خلال ستينيات القرن التاسع عشر بهدف خفض منسوب البحيرة. وقد أدى ذلك إلى تكوّن تيارات قوية وعريضة تمر عبر الصخور الصلبة في القسم العلوي من المجرى.
أما في القسم الأخير من مسار الجدول، والذي يمتد لنحو 500 متر، فتتسم المنطقة بوجود ضفاف منبسطة ومياه راكدة تغطيها النباتات، ما يجعل هذا الجزء من الجدول مختلفًا تمامًا من حيث الطابع البيئي.

## الحياة البرية
يحتضن فورسون تجمعًا نشطًا من سرطان المياه الأمريكي (Signal Crayfish)، كما يُعد الموئل الشتوي الوحيد في مدينة ستوكهولم لطائر الزُرزُور أبيض الحنجرة (White-throated Dipper)، وهو طائر نادر يعتمد على المياه المتدفقة في الشتاء.

## الطيور في فورسون
يُعد مجرى فورسون من المواطن الطبيعية المهمة للطيور المائية في مدينة ستوكهولم، وخاصة في فصل الشتاء، حيث تبقى مياهه في حالة تدفق تمنعها من التجمد.
أبرز الطيور التي تم رصدها في المنطقة:
- الزُرزُور أبيض الحنجرة (بالإنجليزية: White-throated Dipper): طائر مغرّد صغير يتميز بقدرته على الغوص في المياه الباردة بحثًا عن اللافقاريات، ويُعد فورسون الموئل الشتوي الوحيد له داخل حدود مدينة ستوكهولم.

- مالك الحزين الرمادي (Grey Heron): يزور المجرى من حين لآخر، خاصة في الأجزاء التي تتجمع فيها الأسماك واللافقاريات بفعل الركود المائي.

- البطة الخشبية (Wood Duck): تُرصد أحيانًا في المناطق الساكنة من فورسون خلال مواسم الهجرة.

تُشجّع السلطات البيئية في ستوكهولم على حماية هذا المجرى نظرًا لأهميته كملاذ شتوي لأنواع مهددة أو محدودة الانتشار في المناطق الحضرية.

## الحماية البيئية والإدارة المحلية
تخضع منطقة فورسون لإشراف سلطات البيئة في مدينة ستوكهولم، نظرًا لأهميتها البيئية، سواء كمجرى مائي حضري نادر أو كموئل شتوي للأنواع البرية. يُدرج الجدول ضمن نطاق البرنامج البيئي للمدينة، وتُراقب جودة مياهه وتنوعه البيولوجي بشكل دوري.
تشمل جهود الحماية ما يلي:
- رصد دوري للتنوع الحيوي، يشمل الكائنات المائية والطيور والنباتات النهرية.[4]

- الحد من الأنشطة البشرية الملوِّثة، مثل تصريف مياه الأمطار والصرف الصحي غير المعالج.

- مشاريع التوعية البيئية في المدارس المحلية والمجتمع، تتضمن جولات تعليمية على ضفاف فورسون.

تُظهر تحاليل حديثة تحسنًا تدريجيًا في جودة المياه والتنوع البيولوجي خلال السنوات الماضية، ما يعكس نجاح السياسات البيئية المستدامة في المنطقة.